# Alexis Raynaud
Pour les articles homonymes, voir Raynaud.
Alexis Raynaud, né le 19 août 1994 à Grasse, est un tireur sportif français.

## Carrière
Alexis Raynaud est médaillé d'or au tir couché à 50 mètres par équipes, médaillé d'argent au tir à la carabine à 50 mètres  à 3 positions par équipes et médaillé de bronze au tir  à 3 positions à l'Universiade d'été de 2015 à Gwangju.
Il remporte la médaille d'argent de l'épreuve de carabine trois positions ainsi que la médaille de bronze par équipes aux Championnats d'Europe de 2015.
Il est médaillé de bronze au tir à la carabine 50 mètres 3 positions aux Jeux olympiques d'été de 2016 à Rio de Janeiro.

## Distinctions
- Chevalier de l'ordre national du Mérite le 1er décembre 2016[4]